# Dick van Putten (militair)
Dick van Putten (Doornspijk, 16 september 1955) is een Nederlandse luitenant-generaal b.d. Hij was van 24 april 2008 tot 31 mei 2012 commandant der Koninklijke Marechaussee, tevens Gouverneur der Residentie.

## Carrière

### Opleiding
Van Putten volgde de opleiding bedrijfseconomische zaken van de Koninklijke Luchtmacht aan de Koninklijke Militaire Academie (KMA), waar hij in 1979 afstudeerde. Hij werd geplaatst op Depot Vliegtuigmaterieel Gilze-Rijen als Hoofd van het Kantoor Doelmatigheid Interne Controle en Arbeidssituaties van het Bureau Bedrijfseconomie, tevens NBC-officier van de afdeling grond-operatiën. In augustus 1980 werd hij bevorderd tot 1ste luitenant bij de luchtmacht.

### Koninklijke Marechaussee
In 1982 stapte Van Putten over naar de Koninklijke Marechaussee, waar hij een opleidingsprocedure volgde op het opleidingscentrum KMar in Apeldoorn. Per april 1983 was de overgang naar de marechaussee voltooid en werd hij plaatsvervangend Commandant 41 Eskadron KMar. In november van dat jaar volgde zijn bevordering tot kapitein bij de Koninklijke Marechaussee.
Na enkele functies vervuld te hebben bij de marechaussee werd Van Putten in 1989 plaatsvervangend Commandant District KMar Zuid-Holland. Tevens werd hij commandant gemotoriseerde ere-escorts en commandant van een bijstandseskadron (ME).
In 1990 werd hij bevorderd tot majoor en een jaar later werd hij commandant Detachement Bovenwindse Eilanden op Sint Maarten voor de justitiële ondersteuning van het Korps Politie Nederlandse Antillen op de drie bovenwindse eilanden. Hij is 2 jaar ingedeeld bij de Antilliaanse politie. In 1993 sloot Van Putten een rechtenstudie af aan de Universiteit van Amsterdam.
Bij terugkomst in Nederland werd Van Putten hoofd Personeelsvoorziening KMar te Utrecht. Vanaf 1995 was hij betrokken bij de integratie van de wervings- en selectiediensten van Defensie. Een jaar later werd hij bevorderd tot luitenant-kolonel en werd hij hoofd van de Afdeling Operationele Beleidsvoorbereiding op de Staf KMar te Den Haag.
Van 1994 tot 1997 was hij als majoor en later als luitenant-kolonel naast zijn reguliere functie commandant van de Bijzondere Bijstandseenheid Krijgsmacht, een gespecialiseerde antiterreureenheid met scherpschutters, die kan worden ingezet bij gijzelingen en kapingen.
Na afronding van de Leergang Topmanagement ('generaalscursus') werd luitenant-kolonel Van Putten begin 1999 hoofd Grensbewaking en plaatsvervangend commandant van het District KMar Schiphol.
In 2000 werd hij bevorderd tot kolonel. In deze rang was hij hoofd Plannen van de Defensiestaf en militair adviseur voor alle krijgsmachtdelen van de Chef Defensiestaf. Tevens was hij voorzitter van een breed samengesteld platform om de minister van Defensie te voorzien van integrale adviezen.

#### Generaal
In 2002 werd hij van kolonel bevorderd tot brigadegeneraal en kreeg de functie van directeur Beleid en Plannen op de Staf KMar. In 2004 en 2005 was brigadegeneraal Van Putten werkzaam in de korpsleiding van het Korps Landelijke Politiediensten in Driebergen en had onder meer de volgende diensten in portefeuille: meldkamer, 112-alarmcentrale, luchtvaartpolitie, internationale politiesamenwerking, paarden- en hondenbrigade, logistiek, en rampen-identificatieteam. In augustus 2005 werd hij benoemd tot plaatsvervangend commandant KMar, waarna hij in november van datzelfde jaar werd bevorderd tot generaal-majoor. Sinds 24 april 2008 vervulde hij in de rang van luitenant-generaal het commando over de Koninklijke Marechaussee. Tevens was hij Gouverneur der Residentie, voorzitter van de FIEP (gendarmeriekorpsen uit de hele wereld) en lid van de managementboard van Frontex (Europese agentschap voor de grensbewaking) en lid van de Raad van Korpschefs van politie. Op 31 mei 2012 verliet Van Putten de actieve dienst en droeg hij het commando over aan luitenant-generaal Hans Leijtens.

#### Verzoening KMar en Joodse overlevenden en nabestaanden
Een maand na zijn aantreden in 2008 als commandant constateerde Van Putten dat zijn krijgsmachtdeel ontbrak naast landmacht, luchtmacht en marine op de Nationale Dodenherdenking op de Dam. Het was voor hem aanleiding van zijn kant deze zwarte bladzijde bespreekbaar te maken. Na veel gesprekken met Joodse nabestaanden, overlevenden en verzetsmensen, nodigde hij hen uit voor een herdenking op Kamp Westerbork, waar marechaussees een erehaag vormden voor de Joodse bezoekers.
Namens de Koninklijke Marechaussee betuigde hij spijt voor het veroorzaakte leed door uitoefening van een taak die verkeerd was. "In de hoop te leren om zich te blijven af te vragen of we de goede dingen doen".
Tijdens de Nationale Herdenking op 4 mei 2016 nam ook de Koninklijke Marechaussee de eigen plaats als zelfstandig krijgsmachtonderdeel op de Dam in.

### Post-militaire loopbaan
Na zijn functioneel leeftijdsontslag is hij gaan werken als rechter bij de strafsector van de rechtbank te Rotterdam. Daarnaast is hij sinds 1 juni 2016 lid van de afdeling Advisering van de Raad voor Strafrechtstoepassing en Jeugdbescherming, ressorterend onder de minister van Veiligheid en Justitie. In 2013/2014 heeft hij, op verzoek van de regering van Sint Maarten, onderzoek gedaan naar de integriteit van het openbaar bestuur aldaar. In 2014/2015 is hij lid van een commissie die het onderzoek van de Onderzoeksraad voor Veiligheid naar de MH17-ramp begeleidt.
 Zijn christelijke levensbeschouwing heeft, naar eigen zeggen zijn persoonlijke stijl van en visie op leiderschap bepaald.

### Persoonlijk
Dick van Putten is gehuwd en heeft een zoon en twee dochters.

## Onderscheidingen
- Officier in de Orde van Oranje-Nassau
- Officierskruis
- Marechausseemedaille
- Kruis voor betoonde marsvaardigheid
- Kruis van de Koninklijke Vereniging van Nederlandse Reserve-Officieren voor de Militaire Prestatietocht
- Order of Lifesaving van het International Life Saving Federation